# Jean-Louis Roubira

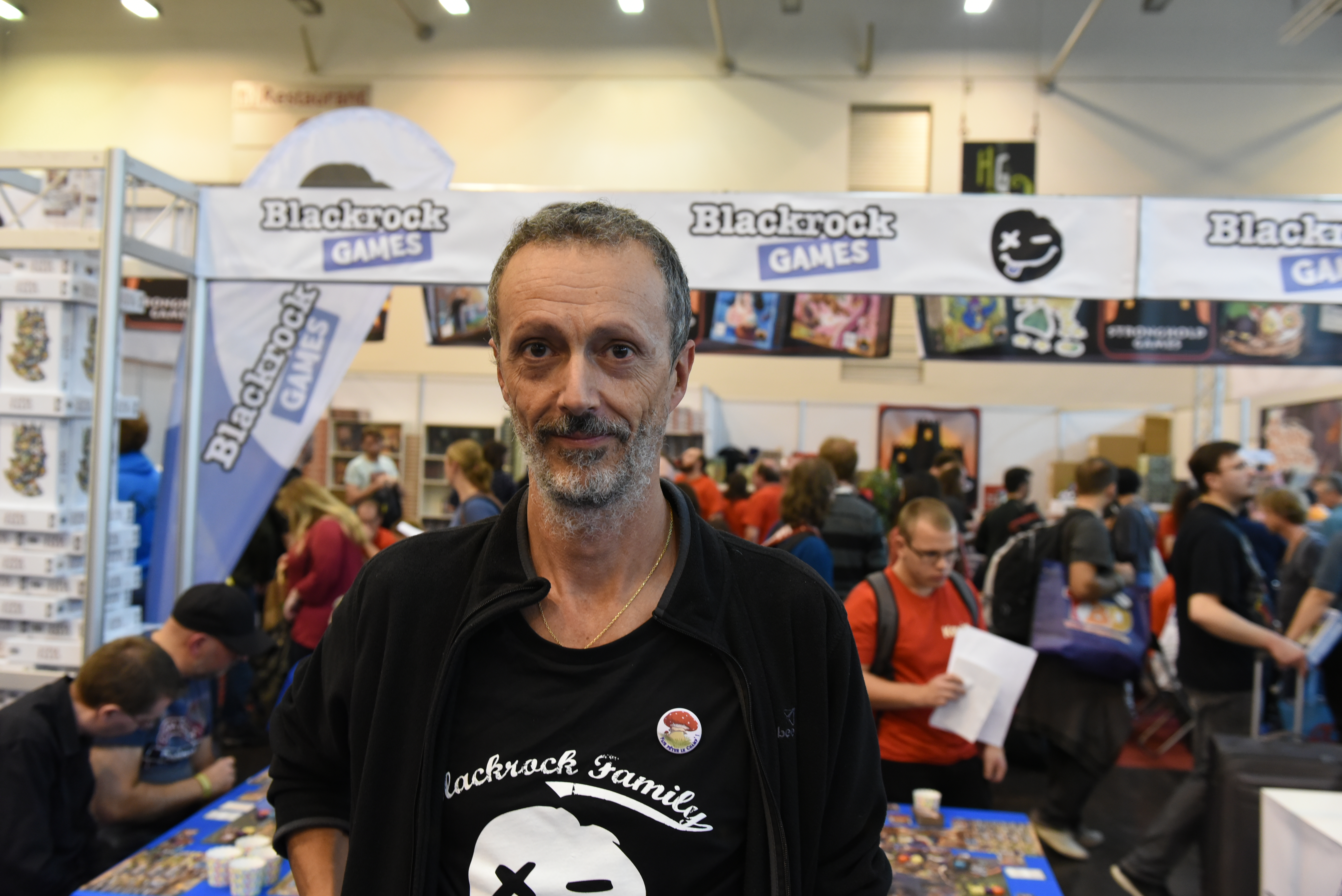
Jean-Louis Roubira 2017 in Essen.

Jean-Louis Roubira ist ein französischer Kinderpsychologe und Spieleautor, der vor allem für das 2010 mit dem Jury-Preis Spiel des Jahres ausgezeichneten Karten- und Ratespiel Dixit bekannt wurde.

## Biografie
Jean-Louis Roubira arbeitet als Kinderpsychologe in einem Krankenhaus in Poitiers und entwickelte 2008 das Spiel Dixit, das in dem französischen Spieleverlag Libellud veröffentlicht wurde. Dabei arbeitete er mit der Illustratorin Marie Cardouat zusammen, die die 84 verschiedenen handgroßen Karten entwickelte. Das Spiel wurde international vertrieben, im deutschsprachigen Raum übernahm dies der Verlag Asmodée, und erhielt zahlreiche nationale und internationale Auszeichnungen, darunter das Spiel des Jahres 2010, den As d’Or – Jeu de l’Année 2009, die Auszeichnung vom Games Magazine als bestes neues Partyspiel 2010, das Juego del Año in Spanien 2009, den Lys d’or 2009 von Quebec und den belgischen Joker 2009. 2010 erschien mit Fabula ein weiteres Spiel, bei dem es wie in Dixit um die Anregung der Phantasie und das Erzählen geht. Seit 2010 entwickelt Roubira zudem regelmäßig neue Karten für das Dixit-Spiel und brachte mit Dixit Odyssey 2011 ein eigenständiges weiteres Spiel auf dieser Basis heraus.

## Ludografie

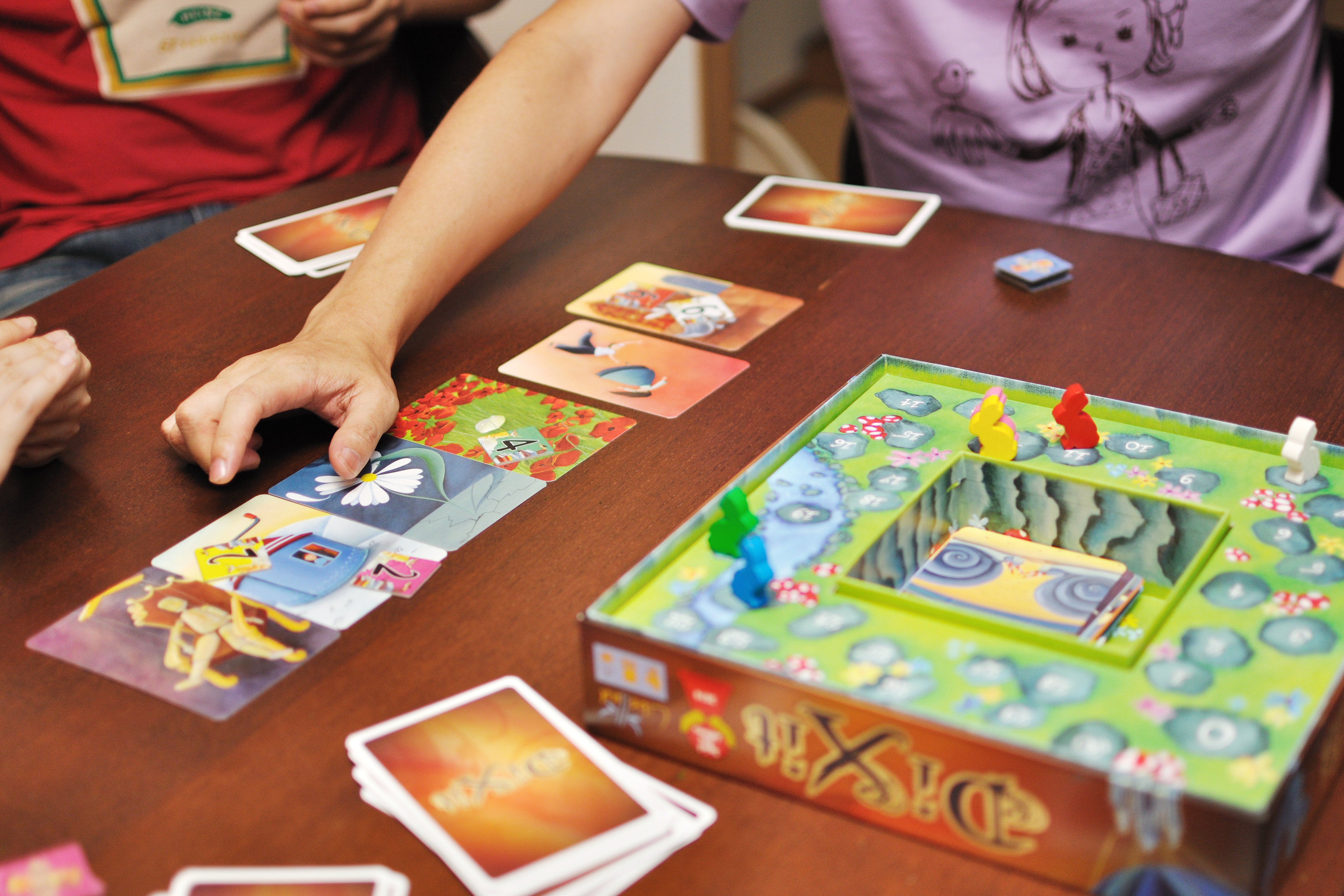
Spieler mit dem Spiel Dixit

- 2008: Dixit
- 2010: Fabula
- 2010: Dixit Odyssey
- 2012: Dixit: Quest
- 2012: Dixit: Journey
- 2013: Dixit: Origins
- 2014: Dixit: Daydreams
- 2015: Dixit: Memories
- 2016: Dixit: Revelations

## Auszeichnungen
- Spiel des Jahres
  - Dixit: Spiel des Jahres 2010
- Juego del Año
  - Dixit: Juego del Año 2009
- As d’Or – Jeu de l’Année 2009
  - Dixit: As d’Or – Jeu de l’Année 2009

## Belege
1. ↑  „Dixit“ ist Spiel des Jahres 2010. Focus, 28. Juni 2010; abgerufen am 26. Januar 2017.
2. ↑   GAMES Game Awards 2010 (Memento des Originals vom 20. Dezember 2015 auf WebCite)  Info: Der Archivlink wurde automatisch eingesetzt und noch nicht geprüft. Bitte prüfe Original- und Archivlink gemäß Anleitung und entferne dann diesen Hinweis. beim Games Magazine (englisch)

| Personendaten    | Personendaten                                  |
| ---------------- | ---------------------------------------------- |
| NAME             | Roubira, Jean-Louis                            |
| KURZBESCHREIBUNG | französischer Kinderpsychologe und Spieleautor |
| GEBURTSDATUM     | 20. Jahrhundert                                |